# El teniente Amado
El teniente Amado es una película dominicana basada en la era de Trujillo desarrollando la historia desde la vida del teniente Amado García Guerrero quien fuese asistente del tirano y posterior miembro de los ajusticiadores del mismo, fue estrenada el 1 de agosto del 2013.

## Argumento
El largometraje recrea la vida del teniente Amado García Guerrero, uno de los ajusticiadores del dictador Rafael Leónidas Trujillo Molina. Fue el único militar activo participante en la conjura y fue quien ofreció al grupo de complotados información sobre la salida del sátrapa a San Cristóbal, con seguridad reducida a un chofer. También participó en el ajusticiamiento y posteriormente fue asesinado por los agentes de la ya decapitada dictadura.

## Reparto
| Actor                 | Personaje                       |
| --------------------- | ------------------------------- |
| Amaury Nolasco        | Teniente Amado García Guerrero  |
| Antonio Jaramillo     | Teniente Andujar                |
| Enrique Castillo      | Johnny Abbes                    |
| Efraín Figueroa       | Rafael Leónidas Trujillo Molina |
| Brett Stimely         | John Fitzgerald Kennedy         |
| Ben Cornish           | Robert Kennedy                  |
| Johnnie Mercedes      | Zacarías de la cruz             |
| Víctor Vidal          | Joaquín Balaguer                |
| Miguel Ángel Martínez | Calíe                           |
| Franklin Rodríguez    | Doctor                          |
| Sócrates Montas       | Dr. Durán Bracho                |
| Benjamín García       | Antonio de la Maza              |
| Liche Ariza           | Salvador Estrella Sadhalá       |
| Mario Lebrón          | Antonio Imbert Barrera          |
| Omar Ramírez          | Juan Tomás Díaz                 |
| Augusto Feria         | Pupo Román                      |
| Giovanni Cruz         | Modesto Díaz                    |
| Miky Montilla         | Roberto Pastoriza               |
| Orester Amador        | Pedro Livio Cedeño              |
| Wilson Ureña          | Huascar Tejeda                  |
| William Simon         | De La Rosa                      |
| Josué Guerrero        | Félix Soto                      |

- Datos: Q16560902